# Сейду Думбия
Сейду Думбия е бивш котдивоарски футболист, нападател.

## Кариера

### Ранни години
Думбия започва кариерата си в Атлетик Аджаме. През 2004 г. преминава в АСЕК Абиджан, с който става шампион на Кот д'Ивоар. През 2005 г. е закупен от Денгеле. Вкарва 15 гола в 20 мача и става голмайстор на шампионата. През 2006 г. подписва с японския Кашива Рейсол. Думбия отбелязва едва 3 гола в 24 мача и е даден под наем в Токушима Вортис. В средата на 2008 г. отива да играе за Йънг Бойс. За двата сезона, прекарани в Швейцария, той става голмайстор на първенството 2 пъти. Също така е избран и за футболист на годината в Швейцария.

### ЦСКА (Москва)
През януари 2010 г. Думбия преминава в ЦСКА Москва. Ръководството на армейците обаче позволява на играча да остане в Йънг Бойс до края на сезона. На 1 август нападателят дебютира в дербито срещу ФК Спартак Москва. На 19 август вкарва първите си 2 попадения за отбора. Те са срещу Анортозис в мач от Лига Европа. Сейду вкарва още няколко важни гола в Лига Европа, но в първенството не блести особено. Първия си гол в РПЛ отблязва на 29 август срещу Алания.
През 2011 г. след тежката травма на Томаш Нецид и слабата форма на Вагнер Лав Сейду става основен нападател и започва да бележи. На полусезона е втори голмайстор в Премиер лигата със 7 попадения. Думбия е в основата на спечелването на ЦСКА на купата на Русия, като се разписва 2 пъти във финалния мач срещу Алания. В шампионата, в мача с Криля Советов, игран на 25 юли, отбелязва гол, но си вкарва и автогол. На 14 септември вкарва 2 гола на Лил в Шампионската лига. На 23 октомври записва хеттрик срещу Анжи, а седмица по-късно на три пъти поразява вратата на Спартак Налчик. След първия етап на сезона има 24 гола и е чужденецът с най-много голове в шампионата на Русия за един сезон. В края на 2011 г. е избран за футболист на годината в Русия според „Спорт Експрес“ и списание „Футбол“. 
През януари 2012 Думбия е в съставът на Кот д'Ивоар за купата на африканските нации, но на целия турнир записва едва няколко минути. След края на турнира формата му спада, но става голмайстор на първенството. Преди началото на 2012/13 сменя номера си на 88. Сейду отново има проблем с травмите и е готов за игра чак към края на сезона, но несменяем титуляр е намиращият се в страхотна форма Ахмед Муса. Все пак Сейду успява да вкара 2 попадения и печели титлата на Русия в състава на „армейците“.
През сезон 2013/14 започва като резерва. В мач от втория кръг срещу Криля Советов Сейду вкарва 2 гола и помага на ЦСКА да победят с 2 – 1. Нападателят прави много силен сезон и помага на ЦСКА да дублира титлата си. Сейду Думбия става голмайстор на Премиер лигата за сезон 2013/14 с 18 попадения, отбелязани в 22 мача.

### Рома
През февруари 2015 г. преминава в Рома. Престоят му в Италия обаче е провал, тъй като Думбия не успява да се наложи в тима. За 13 срещи той отбелязва едва 2 попадения. Това довежда до завръщането му в ЦСКА Москва под наем.